# Shinyanga (region)
Shinyanga – region (mkoa) w Tanzanii.
W 2002 roku region zamieszkiwało 1 249 226 osób. W 2012 ludność wynosiła 1 534 808 osób, w tym 750 841 mężczyzn i 783 967 kobiet, zamieszkałych w 261 732 gospodarstwach domowych.
Region podzielony jest na 5 jednostek administracyjnych drugiego rzędu (dystryktów):
- Kahama Town Council
- Kahama District Council
- Kishapu District Council
- Shinyanga Municipal Council
- Shinyanga District Council

## Klimat
| Miesiąc                          | Sty    | Lut    | Mar    | Kwi    | Maj   | Cze   | Lip  | Sie  | Wrz  | Paź   | Lis    | Gru    | Roczna   |
| -------------------------------- | ------ | ------ | ------ | ------ | ----- | ----- | ---- | ---- | ---- | ----- | ------ | ------ | -------- |
| Średnie temperatury w dzień [°C] | 29.0   | 29.9   | 30.2   | 29.6   | 29.6  | 29.9  | 29.8 | 30.7 | 32.4 | 32.6  | 30.9   | 30.0   | 30,4     |
| Średnie temperatury w nocy [°C]  | 18.7   | 18.5   | 18.6   | 18.5   | 17.7  | 15.3  | 15.3 | 16.8 | 18.9 | 20.1  | 19.9   | 19.4   | 18,1     |
| Opady deszczu [mm]               | 4295.1 | 1803.4 | 2095.5 | 5306.1 | 718.8 | 457.2 | 0    | 0    | 0    | 960.1 | 2339.3 | 4643.1 | 22 618,7 |
| Źródło: 2016-12-03               |        |        |        |        |       |       |      |      |      |       |        |        |          |